# Dakota, Missouri Valley and Western Railroad

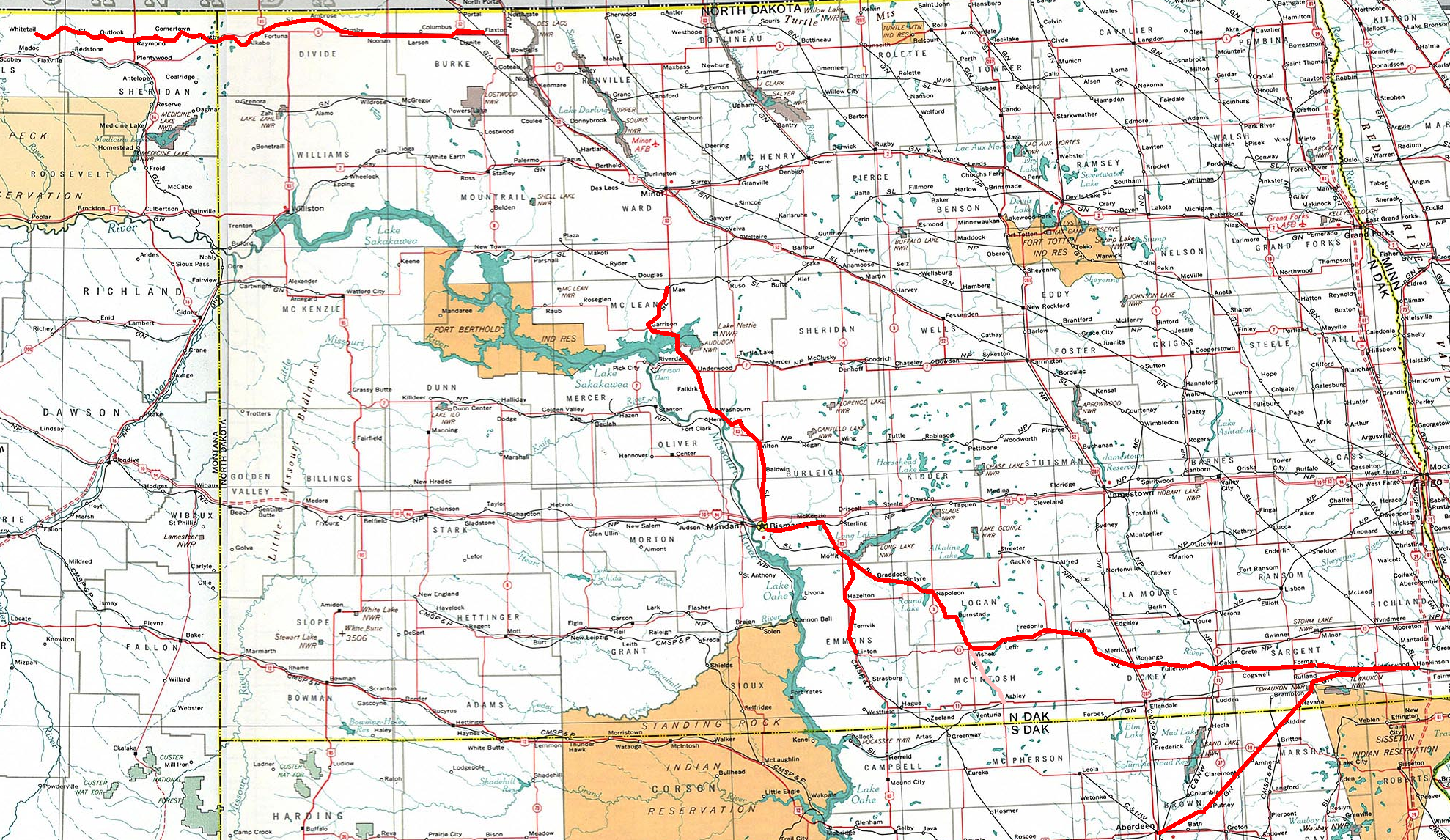
Karte des Streckennetzes

Die Dakota, Missouri Valley and Western Railroad (DMVW) ist eine US-amerikanische regionale Eisenbahngesellschaft im mittleren Westen der Vereinigten Staaten. Sitz des Unternehmens ist Bismarck in North Dakota.

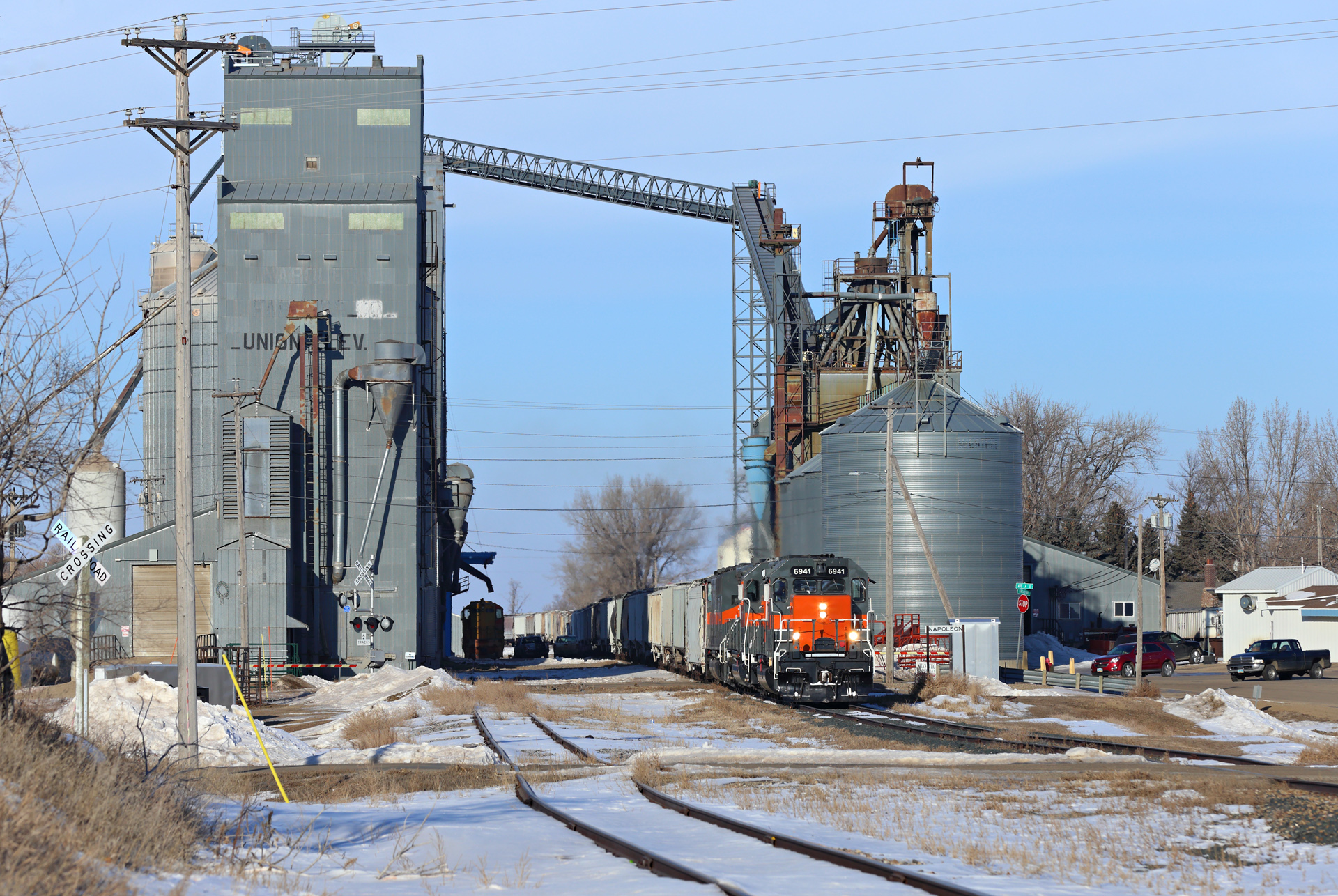
DMVW-Güterzug in Napoleon, North Dakota, im Januar 2019

Die Gesellschaft betreibt ein rund 890 km langes Streckennetz in North Dakota, South Dakota und Montana, das aufgrund des Zustandes mit einer maximalen Geschwindigkeit von 16 km/h (10 mph) befahren werden darf. Verbindungen bestehen zum Streckennetz der Canadian Pacific Railway in Flaxton, Max und Hankinson. Der Fahrzeugpark umfasst 17 Lokomotiven der Baureihen EMD GP 20, GP 35, GP 35R und GP 40-2 mit denen jährlich 22.000 Wagenladungen transportiert werden. Wichtigste Transportgüter sind Getreide und andere landwirtschaftliche Erzeugnisse.
Die Bahngesellschaft wurde 1990 von Larry Wood und einigen örtlichen Investoren gegründet. Ziel war die Übernahme der von der Soo Line Railroad ausgeschriebenen Strecken von Washburn (North Dakota) nach Süden über Bismarck bis nach Oakes sowie Flaxton im nördlichen North Dakota nach Whitetail (Montana). Das Unternehmen erhielt den Zuschlag und schloss einen 20 Jahre gültigen Mietvertrag zum Betrieb der Strecken ab. Im Jahre 2006 wurde der Vertrag bis 2026 verlängert.
In den folgenden Jahren erfolgte die Übernahme des Betriebes auf weiteren Strecken. So werden heute auch noch die ehemaligen SOO-Strecken von Washburn nach Max und von Oakes nach Hankinson, die ehemalige Northern Pacific Railroad-Strecke McKenzie – Linton und die ehemalige Great Northern-Strecke Geneso (North Dakota) – Aberdeen (South Dakota) betrieben.
Der Betrieb auf der 1990 übernommenen Nebenstrecke von Wishek nach Ashley wurde 1996 eingestellt. Auch der Betrieb auf der Strecke nach Linton ist von der Einstellung betroffen, seit 2003 fand keinerlei Verkehr mehr statt.